# Dzwonkówka niebieskotrzonowa

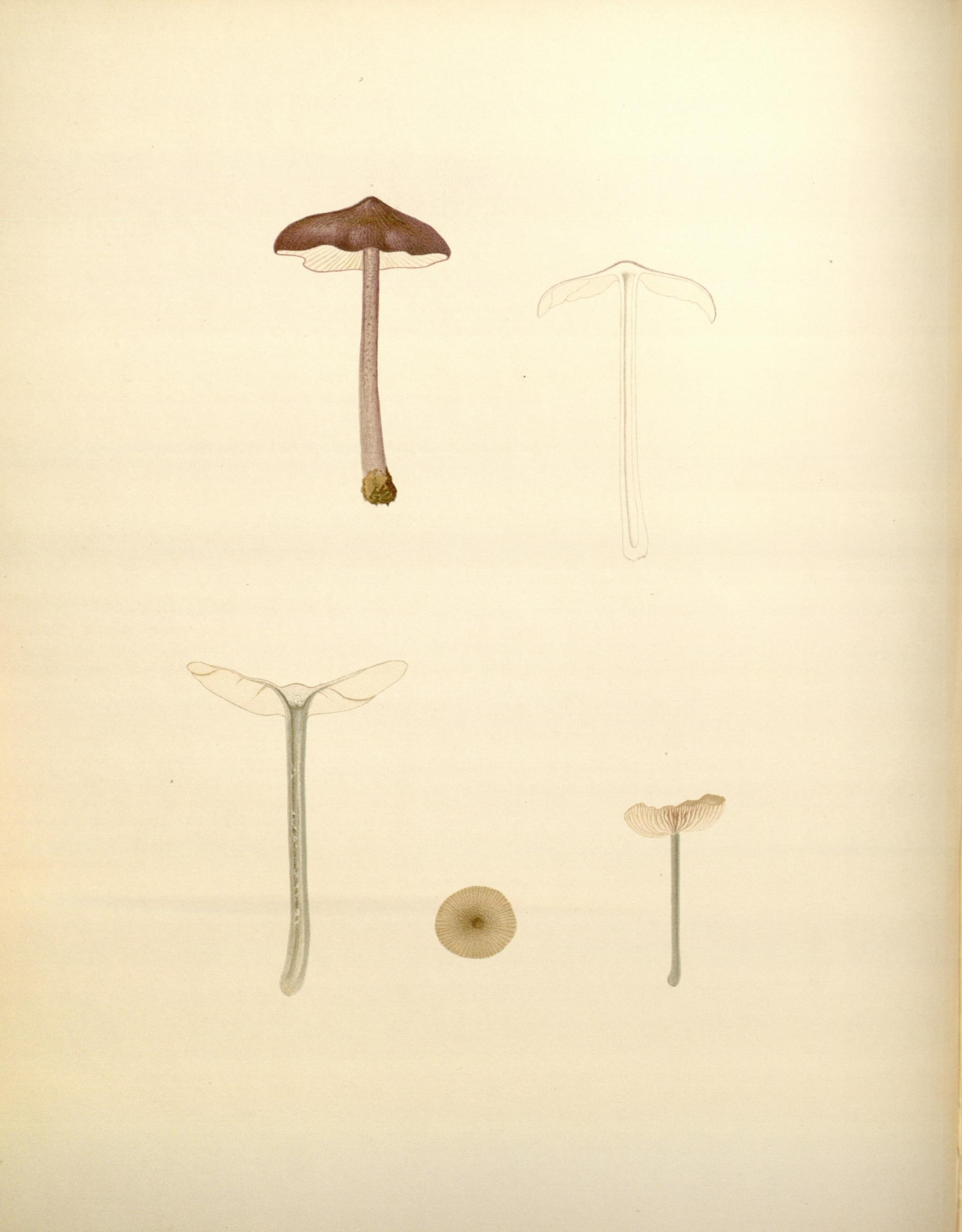

Dzwonkówka niebieskotrzonowa (Entoloma asprellum (Fr.) Fayod) – gatunek grzybów z rodziny dzwonkówkowatych (Entolomataceae).

## Systematyka i nazewnictwo
Pozycja w klasyfikacji według Index Fungorum: Entoloma, Entolomataceae, Agaricales, Agaricomycetidae, Agaricomycetes, Agaricomycotina, Basidiomycota, Fungi.
Po raz pierwszy opisał go w 1821 r. Elias Fries, nadając mu nazwę Agaricus asprellus. Obecną, uznaną przez Index Fungorum nazwę, nadał mu w 1889 r. Victor Fayod, przenosząc go do rodzaju Entoloma. Synonimy:
- Agaricus asprellus Fr. 1821
- Leptonia asprella (Fr.) P. Kumm. 1871
- Rhodophyllus asprellus (Fr.) Quél. 1886
- Rhodophyllus asprellus (Fr.) Quél. 1886 var. asprellus
- Rhodophyllus asprellus var. gracilis Romagn. 1956

Nazwę polską zaproponował Władysław Wojewoda w 2003, wcześniej używał nazwy wieruszka niebieskotrzonowa.

## Morfologia
Kapelusz
Średnica 1–3 cm, kształt początkowo stożkowaty, potem kolejno wypukły, płaskowypukły, płaski i płaski z lekko wklęsłym środkiem. Jest lekko higrofaniczny, z blaszkami silnie prześwitującymi do połowy promienia. Powierzchnia czerwonawo–brązowa, jaśniejąca ku brzegowi i blaknąca w stanie suchym. Pokryta jest promieniście gęstymi włókienkami, na brzegu przechodzącymi w łuski.
Blaszki
Średniogęste, wąsko przyrośnięte do głęboko wykrojonych. Liczba blaszek; 20–30, L=1–9. Początkowo są brudnoszare, potem szaroróżowe.
Trzon
Wysokość 2–6 cm, grubość 0,1–0,4 cm, kształt cylindryczny lub spłaszczony z bruzdą. Powierzchnia stalowoszara lub niebieskoszara, na wierzchołku oprószona, w dolnej części gładka
i błyszcząca.
Miąższ
W kapeluszu brązowy, w trzonie szaroniebieski. Zapach niewyraźny lub lekko zjełczały. Smak łagodny lub nieco cierpki.
Cechy mikroskopowe
Zarodniki o rozmiarach 9,0–14 × 6,0–10,0 μm, w widoku z boku 5–8–kątne. Podstawki 4–zarodnikowe, bez sprzążek. Cystyd brak. Strzępki trichodermy o końcach nabrzmiałych do rozmiarów 20–90 × 10–25 μm. Strzępki skórki wewnątrz z pigmentem, bez sprzążek.
Gatunki podobne
Dzwonkówka niebieskotrzonowa charakteryzuje się półprzeźroczystym i silnie prążkowanym kapeluszem, włókienkowato-grudkowatą powierzchnią i dość ciemną czerwono-brązową barwą kapelusza, brudnymi blaszkami i brakiem cheilocystyd. W publikacjach często jednak mylona jest z innymi gatunkami i dlatego zapisy w literaturze nie zawsze są wiarygodne. Jest wiele podobnych gatunków dzwonkówek. Pewne ich rozpoznanie często możliwe jest tylko poprzez analizę mikroskopową.

## Występowanie i siedlisko
Występuje w Europie, na północy aż po Islandię i północne rejony Półwyspu Skandynawskiego. W piśmiennictwie naukowym do 2003 r. na terenie Polski podano 10 stanowisk. Aktualne stanowiska podaje internetowy atlas grzybów. Dzwonkówka niebieskotrzonowa znajduje się na Czerwonej liście roślin i grzybów Polski. Ma status R – gatunek potencjalnie zagrożony z powodu ograniczonego zasięgu geograficznego i małych obszarów siedliskowych. Znajduje się na listach gatunków zagrożonych także w Niemczech.
Pojawia się na wilgotnych użytkach zielonych, łąkach podalpejskich i w tundrze, zarówno suchej, jak i wilgotnej. Owocniki wyrastają latem i jesienią na ziemi wśród traw, turzyc i mchów, a w warunkach arktyczno-alpejskich wśród karłowatych wierzb. W Polsce występuje także w lasach, szczególnie pod jodłą pospolitą.